# Boingt
Boingt est un hameau de la commune de Héron, en province de Liège (Région wallonne de Belgique).
Avant la fusion des communes de 1977, Boingt faisait déjà partie de la commune de Héron.

## Situation
Ce hameau de Hesbaye se situe à environ 1 km au nord du village de Héron. Bien qu'entouré de champs cultivés, Boingt est implanté dans un petit vallon couvert de bois et de prairies. Ce vallon est formé par le petit ruisseau de Boingt, un affluent de la Burdinale.

## Patrimoine
Boingt possède plusieurs anciennes fermes en carré remarquables.
- La ferme de la Rouge Porte est construite en brique rouge avec soubassement en pierre calcaire et porche d'entrée.
- La ferme de Boingt était le siège de la cour de justice censale.
- La ferme de Prâle est bâtie en brique et calcaire. Son corps de logis date du XVIIe siècle[1]. Une drève formée d'une trentaine de hêtres pourpres plantés d'un seul côté mène à la ferme.

La ferme de Boingt est précédée par la chapelle des trois Saintes Sœurs : Bertille, Geneviève et Euthropie. La chapelle blanchie datée de 1927 est entourée par deux châtaigniers.

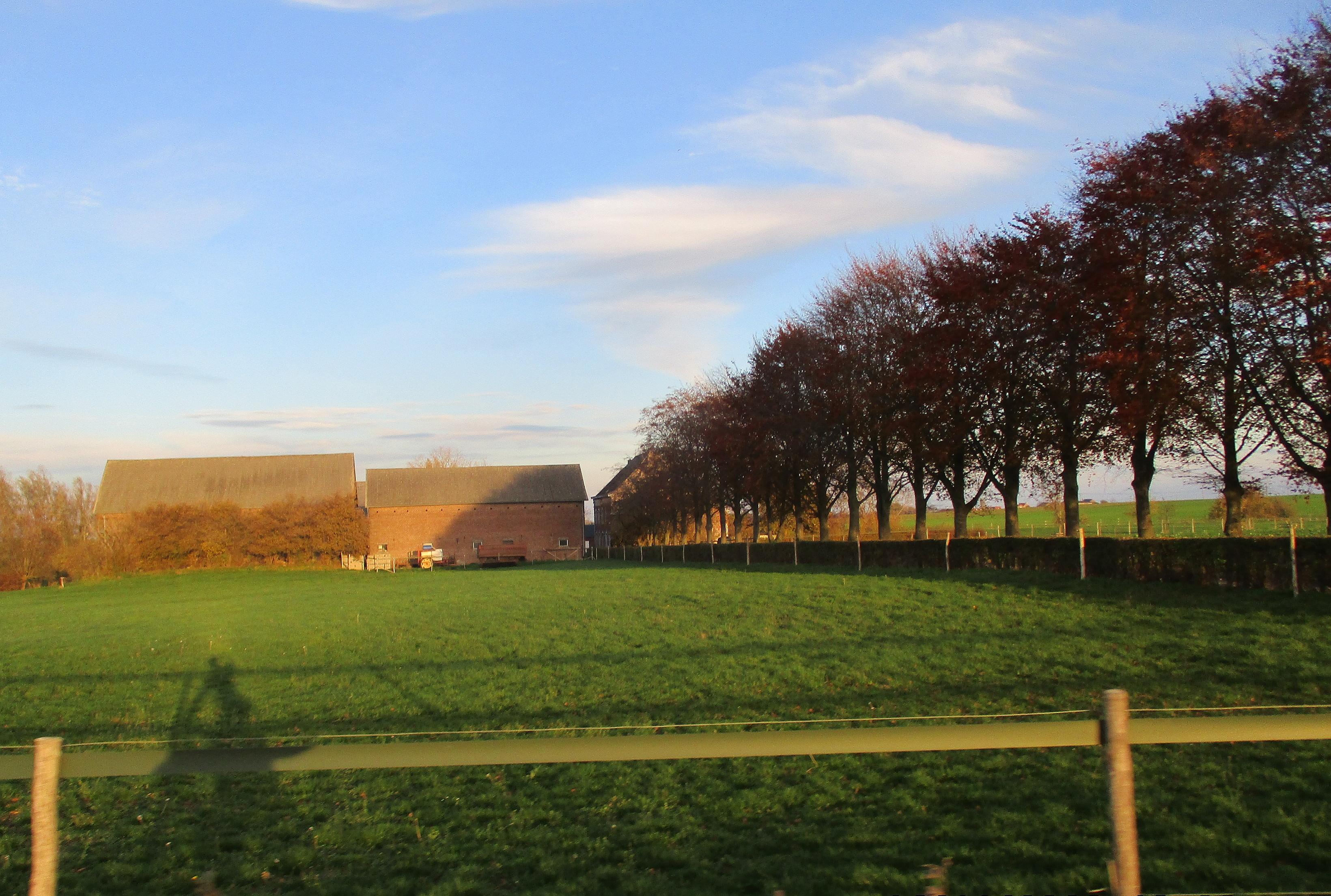
Ferme de Prâle